# Salem Zenia
Salem Zenia, född 26 september 1962 i Freha, Tizi Ouzou-provinsen, i Algeriet, är en algerisk författare. Han skriver på kabyliska och är numera bosatt i Barcelona (Spanien). 
Zenia har arbetat som journalist och utkom med sin första diktsamling, Les rêves de Yidir = Tirga n Yidir ('Yidirs drömmar') 1993. Hans första romanen utkom 1995, Tafrara (Gryningen). Zenia lever numera i exil i Barcelona, i Spanien.
Zenia är 2014 utgiven på åtminstone fyra språk, men hittills inte på svenska.